# 2,2-二甲硫基丙烷
2,2-二甲硫基丙烷是一种有机化合物，化学式为C5H12S2，它是一种硫醚。它在欧盟经济区的生产量或进口量超100吨/年。它可由S-甲基硫代硫酸钠和丙酮在酸存在下反应制得。它可以在兰尼镍催化下脱硫，并生成丙烷。